# Яниково
Яниково (пол. Janikowo)  —  город  в Польше, входит в Куявско-Поморское воеводство,  Иновроцлавский повят.  Имеет статус городско-сельской гмины. Занимает площадь 9,5 км². Население — 9072 человека (на 2004 год).